# Setau

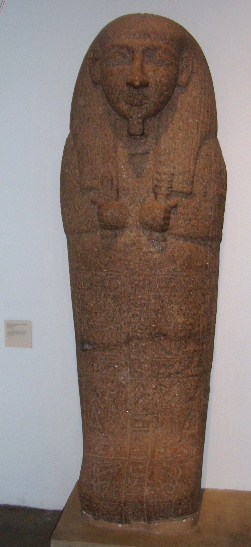
Deckel des Sarkophages des Setau

Setau war Vizekönig von Kusch unter dem altägyptischen König (Pharao) Ramses II. Damit war er der oberste Verwalter der nubischen Provinzen. Er gehört mit gut 100 belegten Objekten zu den bestbezeugten Beamten unter diesem Herrscher.
Setau ist seit dem 38. Regierungsjahr von Ramses II. im Amt des Vizekönigs von Kusch bezeugt. Er war mindestens bis zum Jahr 63 des Herrschers im Amt, was eine der längsten belegten Amtszeiten eines Vizekönigs von Kusch darstellt. Er begann seine Karriere als Zögling des Palastes, ist dann als großer Schreiber des Wesirs belegt und wurde dann Obervermögensverwalter des Amun in der südlichen Stadt.
Als Vizekönig von Kusch erbaute oder renovierte Setau vor allem südlich von Theben und in Nubien zahlreiche Tempel. Bemerkenswert sind eine eigene Kapelle in Elkab und Restaurierungsarbeiten am Tempel von Abu Simbel. Daneben war er am Bau der Tempel von Gerf Hussein, und Wadi es-Sebua beteiligt. Für die Bauarbeiten am letzteren Tempel wird die Rekrutierung von Zwangsarbeitern aus Irem vermerkt. Setau nahm auch an militärischen Aktionen des Herrschers in Nubien teil.
Sein Grab und das seiner Gemahlin Mutnofret befindet sich in der Grabanlage von Dra Abu el-Naga (Liste der thebanischen Gräber: TT 288/289). Es ist bisher noch nicht systematisch untersucht worden. Seine Gemahlin Mutnofret scheint eine besondere Rolle gespielt zu haben, da sie immer wieder zusammen mit ihrem Gemahl genannt wird.